# Камінська Степанида Андріївна
Степани́да Андрі́ївна Камі́нська (1891 , Клинини, Старокостянтинівський повіт, Волинська губернія, Російська імперія  — невідомо ) — українська громадська і політична діячка. Депутатка Верховної Ради УРСР першого скликання (1938–1947).

## Біографія
Народилася 1891 року в родині селянина-бідняка в селі Клинини, тепер Волочиський район, Хмельницька область, Україна. З дитячих років наймитувала, до 1928 року працювала у власному сільському господарстві. З 1928 по 1930 рік працювала у Товаристві спільної обробки землі (созі).
З 1930 року — колгоспниця, з 1937 по 1941 рік — ланкова по буряку колгоспу «Комунар» села Писарівка Волочиського району Кам'янець-Подільської області.
З 1931 року — народна засідателька; членкиня правління колгоспу «Комунар». З 1932 року обиралася членкинею Писарівської сільської ради.
26 червня 1938 року обрана депутаткою Верховної Ради УРСР 1-го скликання по Волочиській виборчій окрузі № 4 Кам'янець-Подільської області.
Кандидатка у члени ВКП(б) з вересня 1938 року.
Станом на 1945 рік — ланкова колгоспу села Писарівки Волочиського району Кам'янець-Подільської області.